# Bastaardbaars
De bastaardbaars (Lutjanus jocu) is een straalvinnige vis uit de familie van snappers (Lutjanidae), orde van baarsachtigen (Perciformes). De vis kan een lengte bereiken van 128 centimeter.

## Leefomgeving
De bastaardbaars komt zowel in zoet, brak als zout water voor. De soort komt voor in subtropische wateren in de Atlantische Oceaan op een diepte van 5 tot 30 meter.

## Relatie tot de mens
De bastaardbaars is voor de visserij van aanzienlijk commercieel belang. In de hengelsport wordt er weinig op de vis gejaagd. De soort kan worden bezichtigd in sommige openbare aquaria.
Voor de mens is de bastaardbaars potentieel gevaarlijk, omdat er meldingen van ciguatera-vergiftiging zijn geweest.